# درها باز می‌شود تورنتو

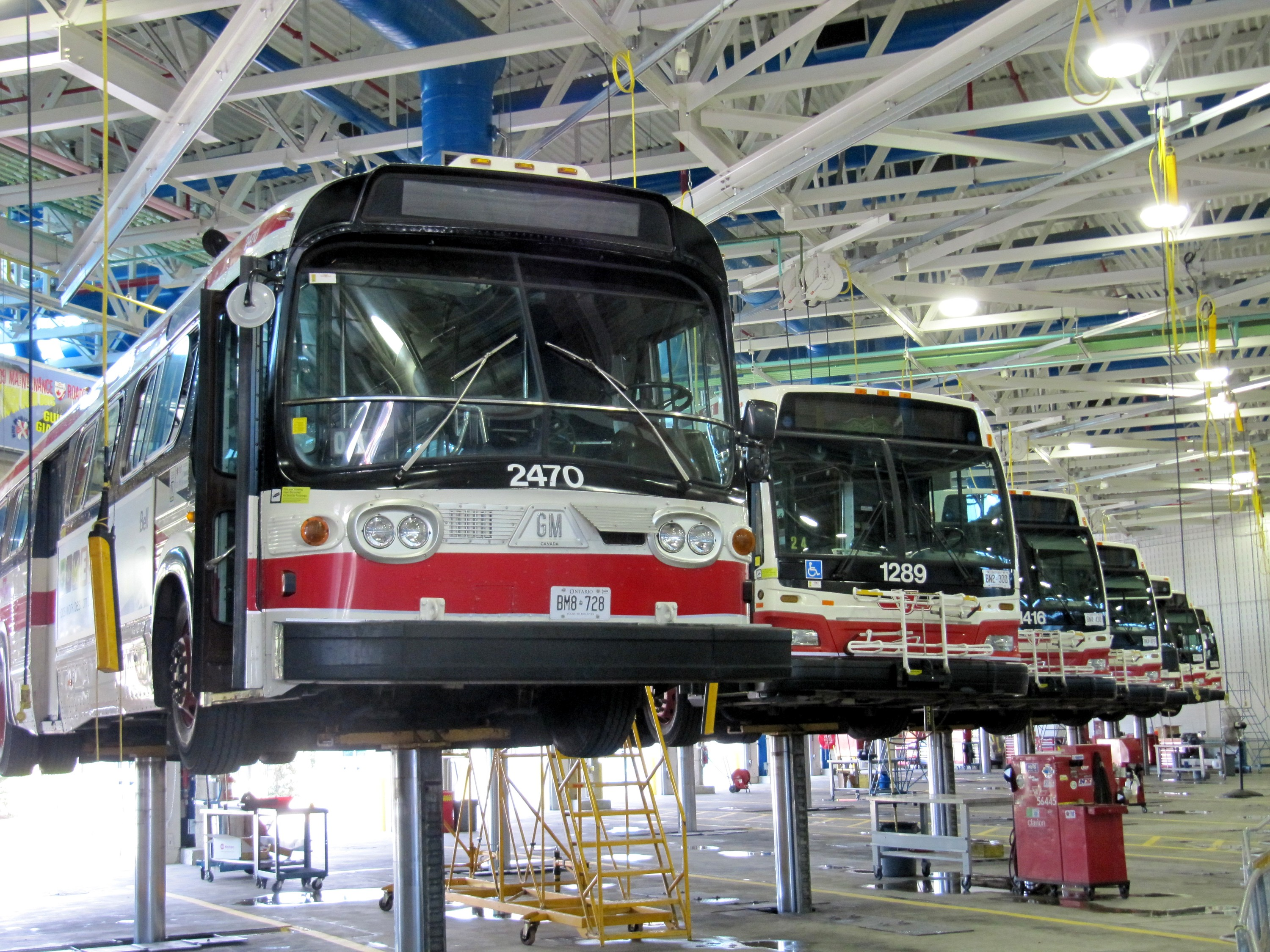
تعدادی اتوبوس در گاراژ TTC Mount Dennis روی بالابرها هستند. اینجا جایی است که یک خوره حمل و نقل محترم، تمام مدل‌های اتوبوس‌ها را فهرست می‌کند. خب، اولین مورد، مسلماً یک GM قدیمی است...

درها باز می‌شود تورنتو (انگلیسی: Doors Open Toronto) رویدادی سالانه است که تقریباً ۱۵۰ ساختمان با اهمیت معماری، تاریخی، فرهنگی و اجتماعی در شهر تورنتو درهای خود را برای این رویداد رایگان در سراسر شهر به روی عموم باز می‌کنند.
درها باز می‌شود تورنتو به عنوان یک پروژه هزاره در سال ۲۰۰۰ توسط شهر تورنتو (بر اساس مدل اروپایی توسعه یافته) گسترش یافت و از آن زمان تاکنون بیش از ۱٫۷ میلیون ساکن و گردشگر را به خود جذب کرده‌است.